# Tarakanov Ridge
Tarakanov Ridge ist ein markanter Gebirgskamm in der antarktischen Ross Dependency. In der Cobham Range der Churchill Mountains ragt er zwischen dem Gray- und dem Prinz-Philip-Gletscher auf.
Der United States Geological Survey kartierte ihn anhand eigener Tellurometervermessungen und Luftaufnahmen der United States Navy aus den Jahren von 1960 bis 1962. Das Advisory Committee on Antarctic Names benannte ihn 1966 nach dem sowjetischen Meteorologen Genadi Tarakanow (1923–2008), der 1963 als Austauschwissenschaftler auf der McMurdo-Station tätig war.